# Старе Ґралево
Старе Ґралево (пол. Stare Gralewo) — село в Польщі, у гміні Рацьонж Плонського повіту Мазовецького воєводства.
Населення — 222 особи (2011).
У 1975-1998 роках село належало до Цехановського воєводства.

## Демографія
Демографічна структура станом на 31 березня 2011 року:
|          | Загалом | Допрацездатний вік | Працездатний вік | Постпрацездатний вік |
| -------- | ------- | ------------------ | ---------------- | -------------------- |
| Чоловіки | 111     | 15                 | 85               | 11                   |
| Жінки    | 111     | 11                 | 66               | 34                   |
| Разом    | 222     | 26                 | 151              | 45                   |